# Mérillac
Mérillac (bretonisch: Merelieg) ist eine französische Gemeinde mit 242 Einwohnern (Stand 1. Januar 2022) im Département Côtes-d’Armor in der Region Bretagne. Sie gehört zum Arrondissement Saint-Brieuc und zum Kanton Broons. Die Bewohner nennen sich Mérillaciens/Mérillaciennes.

## Geografie
Mérillac liegt etwa 40 Kilometer südöstlich von Saint-Brieuc und rund 52 Kilometer südwestlich von Saint-Malo im Südosten des Départements Côtes-d’Armor.

## Geschichte
Die erste namentliche Erwähnung von Mérillac als Merillac erfolgte im Jahr 1427.
Kleinere Funde aus gallo-römischer Zeit belegen eine erste menschliche Besiedlung in dieser Zeit.
Die Gemeinde gehörte von 1793 bis 1801 zum District Broons. Von 1801 bis 1926 war Mérillac dem Arrondissement Loudéac zugeteilt. Seit 1926 ist die Gemeinde Teil des Arrondissements Dinan.

## Bevölkerungsentwicklung
| Jahr                       | 1962 | 1968 | 1975 | 1982 | 1990 | 1999 | 2006 | 2012 | 2019 |
| Einwohner                  | 441  | 385  | 341  | 337  | 267  | 241  | 235  | 239  | 234  |
| Quellen: Cassini und INSEE |      |      |      |      |      |      |      |      |      |

Die zunehmende Mechanisierung der Landwirtschaft und die hohe Anzahl Gefallener des Ersten Weltkriegs führten zu einem Absinken der Einwohnerzahlen bis auf die Tiefststände in neuerer Zeit.

## Sehenswürdigkeiten
Zu den örtlichen Sehenswürdigkeiten gehören:
- Kirche Saint-Pierre (erbaut 1860–1863)
- Kreuz auf dem Friedhof aus dem 15. Jahrhundert
- Kreuz auf dem alten Friedhof aus dem 16. Jahrhundert
- alte Häuser in La Morguenais (17./18. Jahrhundert) und La Ville-ès-Bosquiaux (1760)

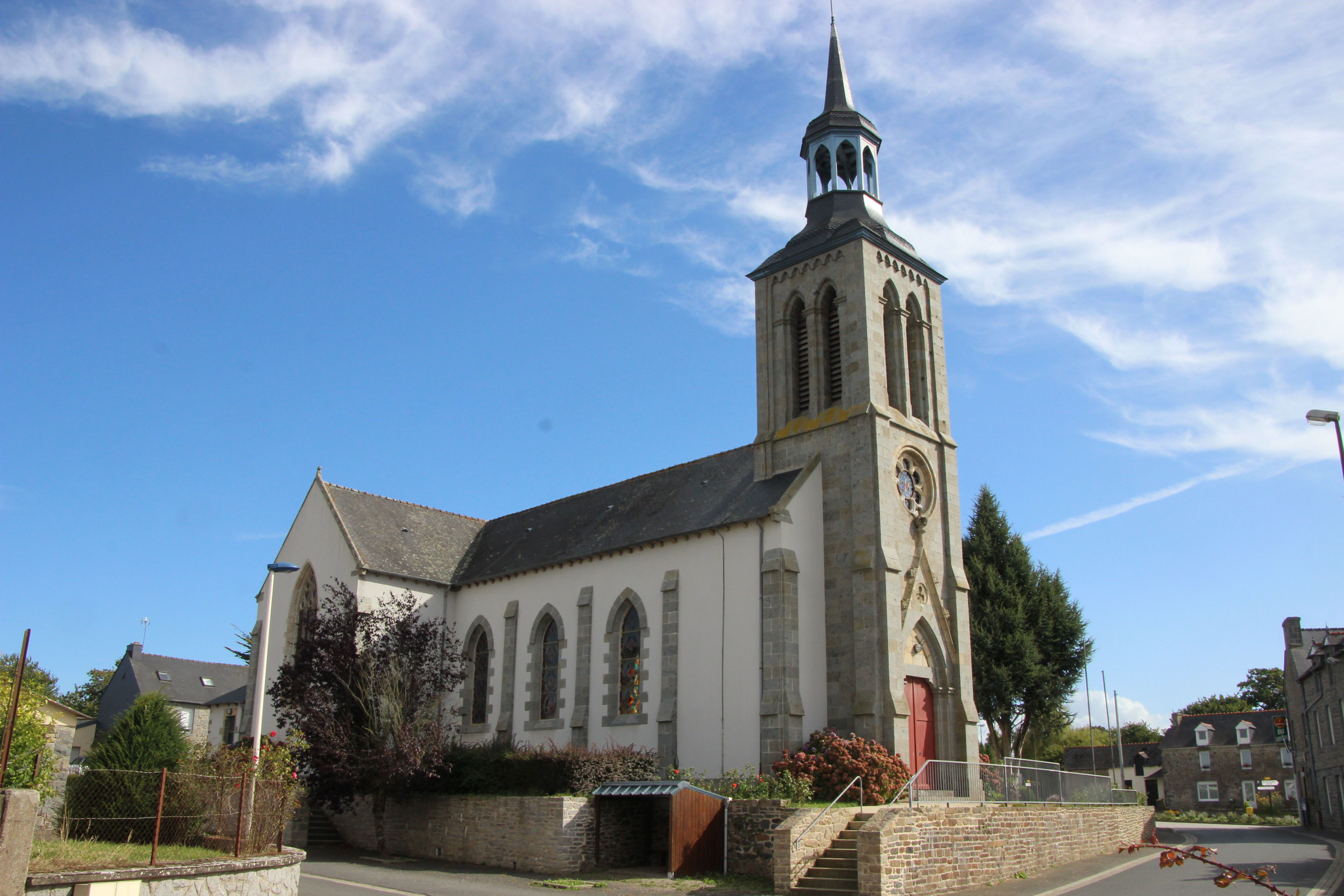
Kirche Saint-Pierre

- Denkmal für die Gefallenen[2]